# Tour Cabot (Bristol)
Pour les articles homonymes, voir Cabot et Tour Cabot.
La tour Cabot est une tour à Bristol au Royaume-Uni située dans un parc public à Brandon Hill, entre le centre-ville, Clifton et Hotwells.  Elle a été construite en 1897 en mémoire de John Cabot, 400 ans après son départ de Bristol et son débarquement dans le futur Canada. 
Elle se compose d'un escalier en spirale et de deux plateformes panoramiques qui donnent sur la ville.  La tour est ouverte sept jours sur sept et l'entrée est libre. Elle est monument classé de Grade II.

## Histoire
La tour se situe sur un site sur lequel se trouvait durant le Moyen-Age une chapelle qui aurait appartenu à l'église Saint James de Bristol. Au cours du XVIe siècle, la chapelle fut remplacée par un moulin à vent.
La construction de la tour a été financée par souscription publique. La première pierre a été posée le 24 juin 1897 et la construction achevée en juillet 1898. Il était initialement prévu de construire un ascenseur, mais celui-ci n'a jamais été installé.

### Rénovation
Après avoir été fermée au public en 2006, la tour a été rouverte le 16 août 2011 après des travaux de rénovation rendus nécessaires par des fissures dans la construction causées par la corrosion de l'acier d'armature et rendant la tour dangereuse.